# Axel Axelson

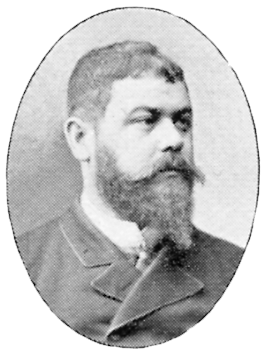
Axel Axelson, Foto in einem zeitgenössischen Lexikon

Carl Axel Hampus Axelson (* 24. Oktober 1854 in Stockholm, Schweden; † 10. April 1892 in Lund, Schonen, Schweden) war ein schwedischer Landschafts-, Architektur- und Interieurmaler.

## Leben

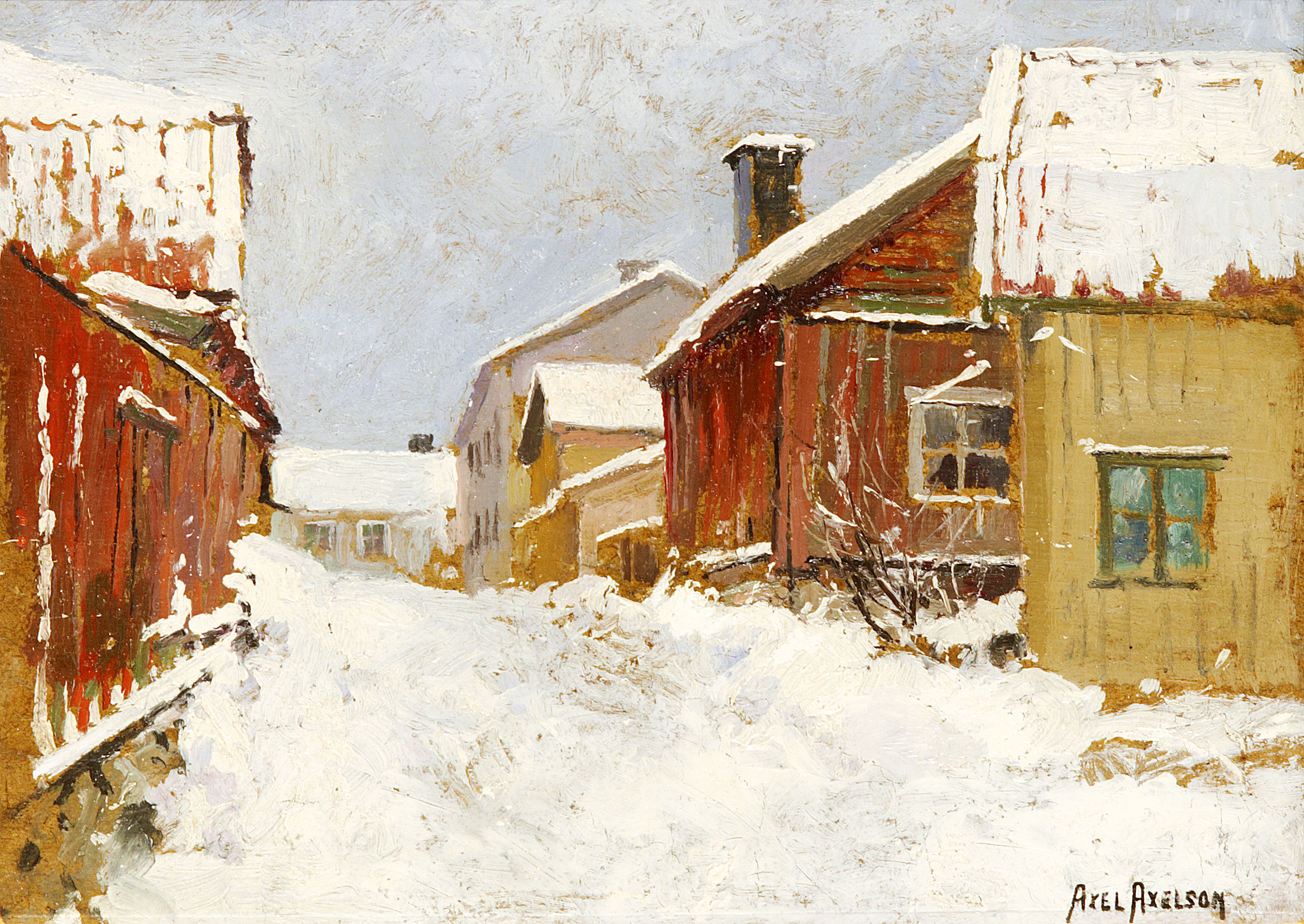
Fiskaregränd (Fischergasse in Södermalm), Öl auf Karton

Axelson, Sohn des Baumeisters Johan Erik Axelson und dessen Frau Johanna Sofia Petersson, besuchte von 1872 bis 1876 die Kunstakademie Stockholm. Anschließend unternahm er Studienreisen nach Düsseldorf, München, Paris, Italien (Venedig, Rom) und Spanien. 1886 bereiste er Nordafrika (Tunis, Marokko). Im Zusammenhang mit der Reise nach Düsseldorf besuchte er Gegenden am Rhein. Die Eindrücke von Landschaften, Dörfern, Städten und Kirchenbauten hielt er in Aquarellen fest. Zu seinen besten Arbeiten zählen Wüstendarstellungen mit vereinzelten Figuren. Als er kurz vor einer weiteren Auslandsreise stand, trat eine Geisteskrankheit ein. Bald darauf starb er im Krankenhaus von Lund.